# Margarita Nikolian
Margarita Nikolian (orm. Մարգարիտա Նիկոլյան; ur. 26 lipca 1974 w Leninakanie) – ormiańska biegaczka narciarska. Była uczestniczką mistrzostw świata w Val di Fiemme (2003), a także igrzysk olimpijskich w Salt Lake City (2002).

## Osiągnięcia

### Igrzyska olimpijskie
| Miejsce | Dzień     | Rok  | Miejscowość    | Konkurencja                          | Czas biegu  | Strata        | Zwyciężczyni      |
| ------- | --------- | ---- | -------------- | ------------------------------------ | ----------- | ------------- | ----------------- |
| DNF     | 9 lutego  | 2002 | Soldier Hollow | 15 km stylem dowolnym (start masowy) | 39:54.4 min | nie ukończyła | Stefania Belmondo |
| 56.     | 12 lutego | 2002 | Soldier Hollow | 10 km stylem klasycznym              | 38:16,4 min | +10:10,8 min  | Bente Skari       |
| 59.     | 15 lutego | 2002 | Soldier Hollow | 2 × 5 km bieg łączony                | 25:09,9 min | —             | Beckie Scott      |
| 58.     | 19 lutego | 2002 | Soldier Hollow | sprint stylem dowolnym               | —           | —             | Julija Czepałowa  |

### Mistrzostwa świata
| Miejsce | Dzień     | Rok  | Miejscowość   | Konkurencja             | Czas biegu  | Strata       | Zwyciężczyni         |
| ------- | --------- | ---- | ------------- | ----------------------- | ----------- | ------------ | -------------------- |
| 61.     | 20 lutego | 2003 | Val di Fiemme | 10 km stylem klasycznym | 35:47,2 min | +10:00,2 min | Bente Skari          |
| LPD     | 22 lutego | 2003 | Val di Fiemme | 10 km bieg łączony      | 26:38.4 min | zdublowana   | Kristina Šmigun-Vähi |
| 57.     | 26 lutego | 2003 | Val di Fiemme | sprint stylem dowolnym  | —           | —            | Marit Bjørgen        |